# Olympische Sommerspiele 1896/Radsport – Zeitfahren Bahn (Männer)
Das erste olympische Einzelzeitfahren über 333 ⅓ Meter der Männer bei den Olympischen Spielen 1896 in Athen fand am 11. April 1896 statt. Es war das vierte Radsportrennen der Spiele. Es war das einzige Mal in der olympischen Geschichte, dass ein Zeitfahren über die Distanz von 333 ⅓ Meter ausgetragen wurde, bei der Wiederaufnahme des Zeitfahren in das Wettkampfprogramm bei den Olympischen Spielen 1928 wurde der Wettbewerb über die Distanz von einem Kilometer ausgetragen.
Olympiasieger wurde der Franzose Paul Masson. Dieser gewann am selben Tag auch den Sprint sowie das Rennen über 10 km. Bronze gewann Stamatios Nikolopoulos, der zunächst zeitgleich mit dem Österreicher Adolf Schmal war und sich in einem zusätzlichen Rennen durchsetzte.

## Ergebnisse
| Rang | Athlet                 | Nation          | Zeit   | Anmerkung |
| ---- | ---------------------- | --------------- | ------ | --------- |
| 1    | Paul Masson            | Frankreich      | 24,0 s |           |
| 2    | Stamatios Nikolopoulos | Griechenland    | 26,0 s | Race-off  |
| 3    | Adolf Schmal           | Österreich      | 26,0 s | Race-off  |
| 4    | Edward Battel          | Großbritannien  | 26,5 s |           |
| 5    | Frederick Keeping      | Großbritannien  | 27,0 s |           |
| 5    | Theodor Leupold        | Deutsches Reich | 27,0 s |           |
| 5    | Léon Flameng           | Frankreich      | 27,0 s |           |
| 8    | Josef Rosemeyer        | Deutsches Reich | 27,5 s |           |

### Race-off
| Rang | Athlet                 | Nation       | Zeit   |
| ---- | ---------------------- | ------------ | ------ |
| 2    | Stamatios Nikolopoulos | Griechenland | 25,4 s |
| 3    | Adolf Schmal           | Österreich   | 26,6 s |